# دوایت ویست
دوایت ویست (انگلیسی: Dwight Weist؛ ‏ ۱۶ ژانویهٔ ۱۹۱۰ – ۱۶ ژوئیهٔ ۱۹۹۱) بازیگر اهل ایالات متحده آمریکا بود.
وی در سال ۱۹۳۱ میلادی از دانشگاه وسلین اهیو فارغ‌التحصیل شد  بود و مدتی مجری و گویندهٔ رادیو بود. از صدای او در زلیگ، روزگار رادیو، نام گل سرخ و در جستجوی فردا استفده شده‌است.